# Archipel maltais
L’archipel maltais est constitué de huit îles caractérisant la géographie de Malte, dont :
- quatre sont habitées : Malte (Malta en maltais), Gozo (Għawdex), Comino (Kemmuna) et l'île Manoel ;
- quatre autres sont inhabitées : Cominotto (Kemmunett), Filfla, et les deux îles de Saint-Paul (Gżejjer ta' San Pawl).

et de plusieurs îlots et rochers, dont les principaux sont l'îlot de Filfoletta et Fungus Rock.
L’archipel qui représente l'ensemble du territoire de la république de Malte est situé entre la mer Méditerranée orientale et occidentale, à 93 kilomètres au sud de la Sicile, à 288 kilomètres à l’est de la Tunisie, à environ 340 kilomètres au nord de la Libye et à 570 km à l’ouest de la Grèce (ou plus précisément de la Céphalonie). Sa localisation stratégique lui a valu les convoitises de nombreuses civilisations au cours des âges.
C'est parmi les îles de l'archipel que se situerait Ogygie, l'île de Calypso.